# St. Andreas (Hundsbach)

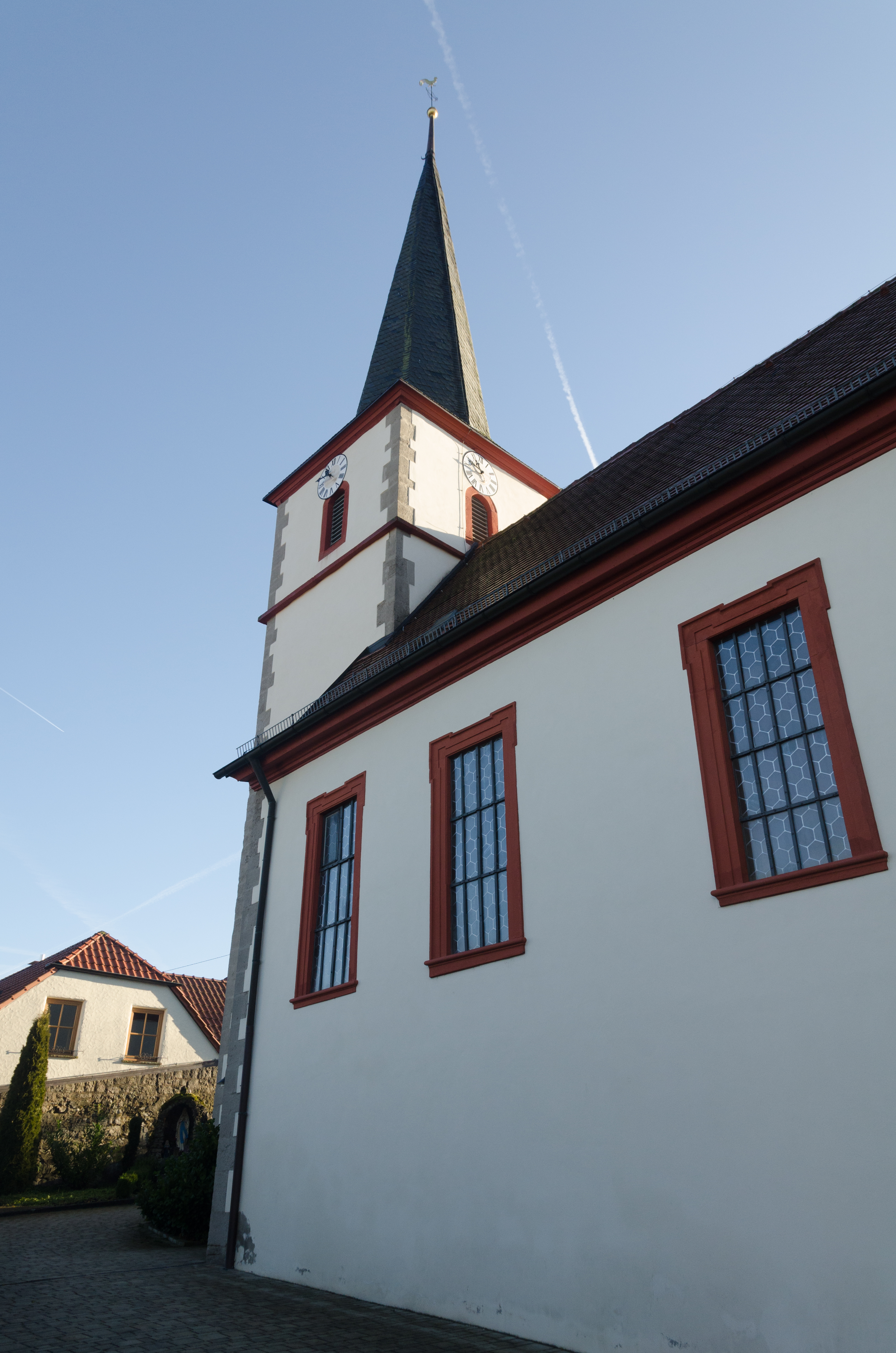
St. Andreas in Hundsbach

Die römisch-katholische Pfarrkirche St. Andreas ist die Dorfkirche von Hundsbach im Bachgrund, einem Ortsteil von Eußenheim im  unterfränkischen Landkreis Main-Spessart. Die Kirche gehört zu den Baudenkmälern von Eußenheim und ist unter der Nummer D-6-77-127-91 in der Bayerischen Denkmalliste eingetragen. Die Pfarrei Hundsbach ist ein Teil der Pfarreiengemeinschaft Bachgrund.

## Geschichte

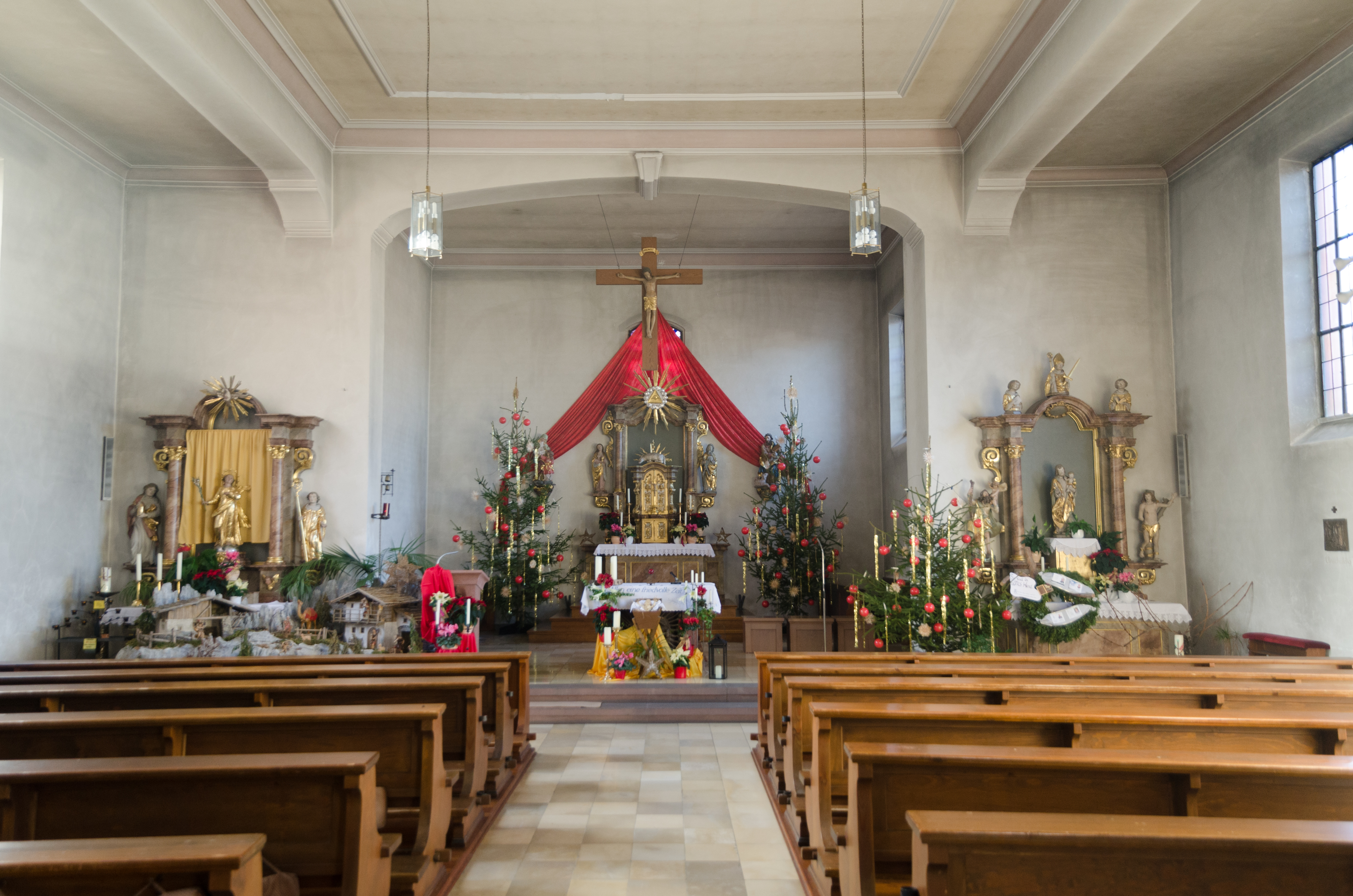
Innenansicht

Im Jahr 1216 gab es bereits eine Kapelle, die dem hl. Andreas geweiht war. Da es das Patrozinium des heiligen Andreas schon seit dem 8. Jahrhundert gibt, hat diese Kapelle wahrscheinlich eine frühere Andreaskirche ersetzt. Von der Vorgängerkirche der heutigen Kirche ist eine Glocke erhalten, die die Inschrift AVE MARIA MCCCCC (1500) trägt. Die heutige Kirche wurde unter Fürstbischof Julius Echter von Mespelbrunn um das Jahr 1610 gebaut. 1952 wurde die Kirche durch den Architekten Hans Habinger aus Karlstadt um ein Querschiff erweitert. Bischof Julius Döpfner weihte den Neubau ein. Im Jahr 2006 wurde die Kirche außen renoviert.

## Beschreibung und Ausstattung
Die Kirche war ursprünglich nach Osten zum früheren Chor im Untergeschoss des Chorturms ausgerichtet. Durch die Erweiterung der Kirche im Jahr 1952 änderte sich die Orientierung der Kirche nach Westen. Der Turmraum dient seitdem als Taufkapelle. Der Hochaltar und die Seitenaltäre wurden an die westliche Wand des neuen Querschiffs versetzt. Sie wurden ursprünglich im  17. Jahrhundert angefertigt, sind aber nicht mehr im Originalzustand. Die Orgel, die im Jahr 1954 als Ersatz für ein Instrument von 1765 beschafft wurde,  ist auf der östlichen Empore aufgestellt. Im Kirchturm hängen drei Glocken mit den Tönen g’ – h’ – d”.

### Inschrift über dem Portal
Die undatierte Inschrift auf der Steintafel bezieht sich auf Julius Echter und lautet:
```
                                                Bischof Julius im Frankenland,
                                                Herzog über 40 Jahr bekannt,
                                                bauth diese Kirch sammt Pfarrhaus
                                                ganz fest und neu heraus.
                                                Was er sonst Löbliches mehr verricht,
                                                im ganzen Land man hörts und sicht,
                                                Pfarrei und Pfarrkinder dankbar sind,
                                                des Fürsten Treue nicht vergisst.
```